# Léon van Ockerhout
Leon van Ockerhout (Brugge, 11 oktober 1829 - Loppem, 11 februari 1919) was een Belgisch senator en mecenas. Hij was de laatste mannelijke telg van de familie Van Ockerhout.

## Familie
Jonkheer Leon Marie Joseph Antoine Ghislain van Ockerhout stamde uit een oude familie van kaarsengieters en kruideniers, later van ambtsedellieden. De eerste bekende was Jacobus van Ockerhout, die in 1399 de deken was van de Brugse kaarsengieters. De eerste verheffing in de adel dateerde van 1733 en gebeurde ten gunste van Jacques Bernard van Ockerhout (1713-1754). In 1822 werd bevestiging in de adelstand toegekend in hoofde van Jacques Pierre van Ockerhout (1743-1825).
Jean-Baptiste van Ockerhout (1791-1861) en Thérèse van Caloen waren de ouders van de hier behandelde Leon. Hij trouwde in 1857 met de Gentse Zoé van de Woestijne, dochter van senator Hippolyte Van de Woestyne. Ze hadden een dochter, Marie-Thérèse van Ockerhout (1858-1940), laatste van haar naam en geslacht, die trouwde met baron Albert van Caloen. Ze kreeg dertien kinderen, en terwijl de familie van Ockerhout uitdoofde, zorgde ze voor een uitgebreid nageslacht van Caloen.

## Levensloop
Na middelbare studies aan het Collège Notre-Dame in Doornik en het Collège Saint-Michel in Brussel, behaalde hij zijn kandidatuur in de wijsbegeerte en letteren aan de universiteit van Gent.
In 1864 werd hij lid van de West-Vlaamse provincieraad en bleef dit tot in 1874. In 1872 werd hij lid van de Brugse gemeenteraad en bleef dit tot aan zijn dood.
Zijn belangrijkste carrière doorliep hij als senator. Van 1874 tot 1878 was hij senator voor het arrondissement Diksmuide. Bij de wetgevende verkiezingen van 1878 stelde hij zich kandidaat voor een senaatszetel in Brugge. Met één stem verschil werd hij verslagen door Jules Boyaval. Het jaar daarop, na de dood van Boyaval, was er een buitengewone verkiezing op 13 oktober 1879 om hem op te volgen. Arthur Pecsteen was de liberale tegenkandidaat. Ditmaal werd van Ockerhout verkozen en bleef hij het senaatsambt bekleden tot aan zijn ontslag in 1912.
Hij pleitte in de senaat onder meer voor het gebruik van het Nederlands in de administratie, voor steun aan de Pauselijke staten tegen de Piëmontese aanvallen en voor Brugge-Zeehaven en andere Brugse zaken.
In Brugge nam van Ockerhout zeer actief deel aan de lokale activiteiten, of was hij de milde schenker die activiteiten mogelijk maakte. Zo was hij:
- politieke en parapolitieke activiteiten:
  - lid (1855) en voorzitter (1887) van de Kiesvereniging Concorde voor het arrondissement Brugge;
  - erevoorzitter van de Katholieke Burgersgilde,
  - medestichter (1886) en erevoorzitter van de Gilde der Ambachten, later uitgegroeid tot het ACW. Hij schonk aan deze vereniging de gebouwen in de Oude Burg in Brugge, waar ze tot vandaag haar hoofdzetel heeft.
  - weldoener van talrijke vrije scholen, tijdens en na de schoolstrijd,
- religieuze en kerkelijke verenigingen:
  - lid (1859) en proost (1868 & 1890) van de Edele Confrérie van het Heilig Bloed,
  - ondervoorzitter van het Centraal Comité van Sint-Pieterspenning in het bisdom Brugge (1865),
  - lid van de parochiale schoolcomités van Sint-Gillis Brugge en van Loppem,
  - ondervoorzitter van het diocesaan schoolcomité,
  - lid van de Conferentie van Sint Vincentius a Paulo,
  - lid van de Derde Orde van Sint-Franciscus,
- verenigingen van maatschappelijk nut:
  - lid van de Vereniging voor het beteugelen van de stroperij (1870),
  - commissaris van de Maatschappij voor hofbouw en kruidkunde (1873),
  - voorzitter van de bestuurscommissie voor de muziekschool in Brugge (1877),
  - voorzitter van de bestuurscommissie van het Laboratorium van Brugge,
  - erevoorzitter van het koor Concordia,
  - erevoorzitter van het Davidsfonds,
  - erevoorzitter van het Sint-Raphaëlgenootschap voor landverhuizers,
- regeerder van wateringen:
  - Wateringen van de Polder van Zandvoorde (1877),
  - Gistel Oost over de Waere (1879),
  - Eyensluis-Grootreygaertsvliet en de Moere in Meetkerke (1885),
  - de Grote Westwatering (1885),
  - de Watering van Blankenberge (1885),
  - de Watering Zuid over de Lieve in Moerkerke (1900).

Leon van Ockerhout was ook nog
- eigenaar van de Gazette van Brugge, de voornaamste Nederlandstalige opiniemaker in Brugge,
- groot voorvechter voor Brugge-Zeehaven,
- schenker van de gebouwen in de Oude Burg, waar de Militaire Kring en de Gilde der Ambachten tot stand kwamen,
- schenker aan zijn neef, dom Gerard van Caloen, van 60 ha bosgrond, waarop de abdij van Sint-Andries werd gebouwd.

Ook al trad hij zelden op de voorgrond, zijn de historici het er over eens dat hij decennialang een van de invloedrijkste, zo niet de invloedrijkste persoon was in het maatschappelijk leven binnen het arrondissement Brugge.